# Gnamptogenys malaensis
Gnamptogenys malaensis is een mierensoort uit de onderfamilie van de Ectatomminae. De wetenschappelijke naam van de soort is voor het eerst geldig gepubliceerd in 1919 door Mann.